# Campeonato Mineiro 1941
In 1941 werd het 27ste Campeonato Mineiro gespeeld voor voetbalclubs uit de Braziliaanse staat Minas Gerais. De competitie werd gespeeld van 27 april 1941 tot 29 maart 1942 en werd georganiseerd door de Federação Mineira de Futebol. Atlético werd kampioen. 

## Eerste ronde
| Plaats | Club             | Wed. | W  | G | V  | Saldo | Ptn. |
| ------ | ---------------- | ---- | -- | - | -- | ----- | ---- |
| 1.     | Atlético         | 12   | 10 | 0 | 2  | 43:14 | 20   |
| 2.     | Siderúrgica      | 12   | 10 | 0 | 2  | 40:12 | 20   |
| 3.     | Palestra Itália  | 12   | 9  | 1 | 2  | 39:15 | 19   |
| 4.     | América          | 12   | 4  | 1 | 7  | 24:33 | 9    |
| 5.     | Villa Nova       | 12   | 3  | 1 | 8  | 19:26 | 7    |
| 6.     | Sete de Setembro | 12   | 2  | 2 | 8  | 9:32  | 6    |
| 7.     | Aeroporto        | 12   | 1  | 1 | 10 | 18:59 | 3    |

|  | Groepswinnaar, geplaatst voor tweede ronde en finale |
|  | Geplaatst voor tweede ronde                          |

## Tweede ronde
| Plaats | Club            | Wed. | W | G | V | Saldo | Ptn. |
| ------ | --------------- | ---- | - | - | - | ----- | ---- |
| 1.     | Siderúrgica     | 3    | 1 | 2 | 0 | 4:3   | 4    |
| 2.     | Atlético        | 3    | 1 | 2 | 0 | 4:3   | 4    |
| 3.     | América         | 3    | 1 | 1 | 1 | 4:3   | 3    |
| 4.     | Palestra Itália | 3    | 0 | 1 | 2 | 3:6   | 1    |

|  | Groepswinnaar, geplaatst voor finale |

### Finale
|                                   |          |       |             |  |
| 28 februari 1942 Eerste Wedstrijd | Atlético | 1 – 1 | Siderúrgica |  |
| 28 februari 1942 Eerste Wedstrijd |          |       |             |  |

|                               |             |       |          |  |
| 8 maart 1942 Tweede Wedstrijd | Siderúrgica | 2 – 1 | Atlético |  |
| 8 maart 1942 Tweede Wedstrijd |             |       |          |  |

|                               |          |       |             |  |
| 15 maart 1942 Derde Wedstrijd | Atlético | 2 – 0 | Siderúrgica |  |
| 15 maart 1942 Derde Wedstrijd |          |       |             |  |

|                                |             |       |          |  |
| 29 maart 1942 Vierde Wedstrijd | Siderúrgica | 1 – 2 | Atlético |  |
| 29 maart 1942 Vierde Wedstrijd |             |       |          |  |

### Kampioen
| Campeonato Mineiro de 1941 |
| -------------------------- |
| ATLÉTICO 9º Titel          |